# Ливий Андроник
Ли́вий Андрони́к  (лат. Livius Andronicus; около 280 до н. э., Тарас — около 200 до н. э., Рим) — древнеримский драматург, поэт, переводчик и актёр. Считается основателем латинской литературы. Грек из Тарента, Ливий Андроник был взят в плен римлянами и принадлежал представителю фамилии Ливиев, от которого получил своё имя. За успешное воспитание порученных ему детей он был освобождён.

## Биография
В 240 г. Ливий Андроник выступил в качестве автора и актера в исторически первой пьесе на латинском языке, которая была поставлена на Терентинских играх. Как поэт, Ливий предпринял попытку заменить грубые национальные «сатуры» художественной драмой, концепцию которой он заимствовал у греков. 
Свои трагедии и комедии Ливий писал на сюжеты из древнегреческой мифологии — «Ахилл», «Эгист», «Аякс» и др. Перевел на латинский язык «Одиссею» сатурнийским стихом. Сохранилось около 60 фрагментов его поэзии и фрагменты перевода «Одиссеи». Немаловажно, что из его текстов можно узнать о том, какому греческому божеству соответствовал римский бог (римский Юпитер - это греческий Зевс и т.д.).
Согласно Титу Ливию, Ливий Андроник также сочинил хоровой гимн Юноне, предназначенный для исполнения 27 девушками в ходе общественного культового праздника 207 г. После успешной премьеры возглавленная им профессиональная гильдия под названием «Коллегия писателей и актёров» (Collegium scribarum histrionumque) была торжественно учреждена в Храме Минервы на Авентинском холме.